# Le Courrier de la Mesnie
Le Courrier de la Mesnie est un périodique mensuel royaliste publié de 1945 à 1947.

## Historique
Le 26 avril 1945, l'association la « Mesnie de Paris » est constituée par de jeunes monarchistes réfractaires au STO, âgés de 16 à 30 ans,.
Les journalistes de la Mesnie rendent compte des activités du Comte de Paris, de sa délégation ainsi que du Centre Royaliste de Formation Politique,. Le journal remplace le périodique Ici France en reprenant sa formule et une grande partie de son équipe. Le mensuel ne dépend pas financièrement du Comte de Paris.

## Sources
- Le Courrier de la Mesnie est conservé aux Archives départementales du Calvados sous les cotes 13T/7/628[5].
- Les exemplaires du Courrier de la Mesnie sont numérisés sur archivesroyalistes.org.